# 紀南

紀伊国

紀南（きなん）は、紀伊国（現 和歌山県全域と三重県南部の東紀州）の南部である。紀南地方・紀南地域・紀南エリアなどとも呼ぶ。牟婁、あるいは熊野とほぼ一致する。
紀北と紀中に、あるいは紀北に対する。古い地名ではなく、紀北・紀南の初出は1916年である。
ただし、1つの地域として呼ぶことは少なく、和歌山県と三重県のそれぞれで県土の一部を紀南と呼び、県外は考慮しないことが多い。それでも、両県の紀南は、県境でもある熊野川で接している。
南紀とも呼ぶが、「南紀徳川史」などの語でもわかるとおり、本来は南紀とは紀伊国の別名（南海道紀伊国の略）である。

## 区分一覧
| 県       | 区分 | 区分 | 区分 | 旧郡   | 旧郡   | 旧郡            | 現在の市町村     | 現在の市町村 |
| 県       | 3分  | 2分  | 2分  | 古代   | 近世   | 明治            | 市               | 町村数       |
| -------- | ---- | ---- | ---- | ------ | ------ | --------------- | ---------------- | ------------ |
| 和歌山県 | 紀北 | 紀北 | 紀北 | 海部郡 | 海部郡 | 海草郡 和歌山市 | 和歌山市・海南市 | 1町          |
| 和歌山県 | 紀北 | 紀北 | 紀北 | 名草郡 |        | 海草郡 和歌山市 | 和歌山市・海南市 | 1町          |
| 和歌山県 | 紀北 | 紀北 | 紀北 | 那賀郡 | 那賀郡 | 那賀郡          | 紀の川市・岩出市 | 0            |
| 和歌山県 | 紀北 | 紀北 | 紀北 | 伊都郡 | 伊都郡 | 伊都郡          | 橋本市           | 3町          |
| 和歌山県 | 紀中 | 紀北 | 紀北 | 有田郡 | 有田郡 | 有田郡          | 有田市           | 3町          |
| 和歌山県 | 紀中 | 紀北 | 紀南 | 日高郡 | 日高郡 | 日高郡          | 御坊市           | 6町          |
| 和歌山県 | 紀南 | 紀南 | 紀南 | 牟婁郡 | 牟婁郡 | 西牟婁郡        | 田辺市           | 3町          |
| 和歌山県 | 紀南 | 紀南 | 紀南 | 牟婁郡 | 牟婁郡 | 東牟婁郡        | 新宮市           | 4町1村       |
| 三重県   | 紀南 | 紀南 | 紀南 | 牟婁郡 | 牟婁郡 | 南牟婁郡        | 熊野市           | 3町          |
| 三重県   | 紀北 | 紀北 | 紀北 | 英虞郡 | 牟婁郡 | 北牟婁郡        | 尾鷲市           | 1町          |

## 各県の紀南

### 和歌山県
狭義には、旧西牟婁郡・東牟婁郡が紀南である。この場合、和歌山県全体は、紀北・紀中と3分されるか、紀北と2分される。なお2005年より日高郡龍神村が田辺市龍神村となっているので、この地域も含まれる。
広義には旧日高郡を含む。この場合、県全体は紀北と2分される。
より広く、有田郡・海南市・海草郡紀美野町を含むこともある。県全体は2分される。
逆に狭義の場合より狭く、旧東牟婁郡に限ることもある。県全体は3分されるか、より細かく分けられる。

### 三重県

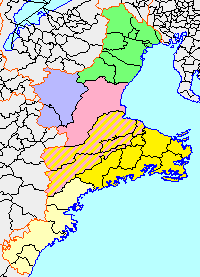
東紀州。南西の3市町が紀北。

東紀州（三重県の南部、紀伊国の東部）が南北に2分される。旧南牟婁郡（熊野市・御浜町・紀宝町）が紀南である。ただし1953年に南牟婁郡南輪内村が尾鷲市の一部となったので、その地域は除外される。御浜町には、三重県立紀南高等学校がある。
県の生活創造圏では熊野生活創造圏とされる。
三重県は東紀州など5地域に分けることが多いが、紀北・紀南（または相当する別名）など7～10地域に分けることもある。